# アルター (企業)
有限会社アルター（英: ALTER Co., Ltd.）は、東京都に本社を置く玩具・フィギュアの企画・開発・製造・販売会社。

## 組織
- 本社

東京都中央区銀座1-5-13 ZX銀座7F
- 営業部

東京都港区芝浦3-17-11 ニュー協栄ビル3F

## 製品
- 塗装済み完成品フィギュア

ポリ塩化ビニル、ABS樹脂等の樹脂を使用した観賞用塗装済み完成品
- トレーディングフィギュア

ポリ塩化ビニル、ABS樹脂等の樹脂を使用したコレクション向け塗装済み完成品
- アクションフィギュア

ポリ塩化ビニル、ABS樹脂等の樹脂を使用し、関節各部分可動の塗装済み完成品